# Anagni
Anagni je starodavno mesto in občina v Laciju v osrednji Italiji, v hribih vzhodno-jugovzhodno od Rima. To je zgodovinski center v tradicionalni regiji Ciociaria.

## Geografija
Anagni je danes majhno srednjeveško mestece, ki se nahaja na grebenu hriba 475 m nadmorske višine, z majhnimi ozkimi ulicami in strmimi stezami. Zgrajeno je znotraj močnih rimskih obrambnih zidov, za katere se zdi, da ga branijo, kot zaklad z njegovimi neštetimi zakladi umetnosti in zgodovine.
Pozidano območje je sprva obsegalo samo akropolo (severno-vzhodno območje, ki obsega katedralo, vrata Tufoli in Piazza Dante) in delno obrambnega zidu opusa quasi-quadratum (skoraj kvadratno delo). Pod rimsko dominacijo se je zemljevid mesta spremenil, začenši s spremembo obrambnih zidov. Arhaični naselbinski del je bil zaščiten s tako imenovanimi Servijevimi zidovi  iz kamnitih blokov, zloženih v linije, ki segajo v začetek 3. stoletja pred našim štetjem. Večina obrambnih zidov je bila izpostavljena preoblikovanju in restavraciji v času prvega tisočletja n. št., vendar je najbolj izrazita ureditev potekala v 16. stoletju.
Mesto je razdeljeno na osem okrožij ali contrade: Castello, Torre Trivio, Tufoli, Piscina, Colle Sant'Angelo, Valle Sant'Andrea in Cerere

## Zgodovina

### Prazgodovina in antična doba
Prve človeške naselbine segajo več kot 700.000 let nazaj, glede na datacijo nekaterih paleolitskih ročno izdelanih fragmentov pred kratkim najdenih; medtem ko zgodovinski viri (Tit Livij, Vergilij, Servius, Silius Italicus) omenjajo Anagni le, ko je mesto že pod rimskoupravo. Več predmetov iz kosti in kremena in tudi dva človeška kočnika in sekalca pripadajo fosilnim ostankom Homo erectus in so jih našli v Fontana Ranuccio. 
Ljudje, ki so živeli v teh krajih so bili Hernici, naselili - kot se zdi - so se iz doline Aniene in so potomci Marsijev (ali od Sabinjanov), vsaj glede na etnični izraz, ki izhaja iz marsijskega herna ("kamen"), in pomeni: "Tisti, ki živijo na kamnitih gričih". Samo dve besedi sta ostali iz njihovega jezika: Samentum, trak žrtvene kože in Bututti, izbor pogrebnih žalostink. 
Anagni je bilo pomembno mesto in duhovno središče Hernicev. Mesto je bilo sedež templjev in svetišč, kjer so, v 2. stoletju našega štetja, našli še vedno dobro ohranjenih veliko kodeksov svetega etruščanskega pisanja, po pričevanju cesarja Marka Avrelija. Od teh spisov je edini ohranjen ''Liber linteus''. 
Nedavna arheološka odkritja so pokazala kulturne in gospodarske odnose med Hernici in Etruščani okoli 7. stoletja pred našim štetjem. Morda je bilo trgovsko središče, kjer je potekalo trgovanje z ''Magna Graecia''. Špekulira se, da je bil ob vznožju hriba, na katerem stoji mesto, tako imenovan Maritime krog, kjer so mesta Hernicev Aletrium (Alatri), Capitulum (Piglio), Verulae (Veroli) in Ferentinum (Ferentino) živela v konfederaciji pod okriljem Anagnia (Anagni). Tam so imeli svoja sveta in politična srečanja, dokler se Rimljani, pod pretvezo, da gre domnevno za izdajstvo v Hernicev, napadejo Anagnije in porazijo konfederacijo in jo razpustijo leta 306 pred našim štetjem. 
Anagnini so se povezali z Rimom v boju proti Volscem in nato zmanjšali status mesta v sine suffragio, ki je bilo brez pravice do glasovanja, čeprav je ohranilo ustrezno versko avtonomijo in strateški pomen. 
V času imperija so mnogi cesarji preživljali poletja v Anagniju, kamor so pobegnili pred vročino Rima, med njimi so najodmevnejši Mark Avrelij, Septimij Sever, Komod in Karakala. Do konca rimskega imperija, je globoka politična in gospodarska kriza povzročila demografski propad prebivalstva v Anagniju. Primestnega območja, ki so v času rimske dobe rastla vzdolž najpomembnejših cest, so se izpraznila; spodnje dele mesta so opustili; vegetacija je postopoma prevzela prostor, ki so utemeljili z dejstvom, da je v 10. stoletju, notranja cona Anagnija zaznamovala mesto z imenom Civitas Vetus (Staro mesto).

### Srednji vek
Od 5. stoletja dalje je bil Anagni sedež pomembne katoliške škofije. V 9. stoletju je bila zgrajena prva katedrala na ruševinah templja posvečenega boginji Ceres. Obnova kmetijstva se je začelo v 10. stoletju, podprta s strani cerkvene oblasti, ki je omogočila laičnim velikašem izkoriščati zemeljske vire in izgradnjo nekaterih utrjenih naselij za svoje kmete ter možnostmi za gospodarsko in demografsko rast. 
Med 10. in 11. stoletjem je mesto okrepilo povezavo s papeži. V resnici so papeži začeli upoštevati staro glavno mesto Hernicev kot varnejše in bolj zdravo v primerjavi z Rimom, ki je bil kraj pogostih bolezni in epidemij. Iz tega razloga, tudi če ne bi bilo mogoče preprečiti prisotnosti frakcij znotraj mesta, je Anagni ostal zvest rimski cerkvi in postal ena najbolj priljubljenih rezidenc papežev v 12. in 13. stoletju. 
Več dogodkov povezanih z bojem med papeštvom in cesarstvom je potekalo v mestu, med njimi nekaj najpomembnejših političnih dogodkov. Leta 1122 je Papež Kalist II. razglasil Wormški konkordat; leta 1159 je Papež Hadrijan IV. prejel Anagni, med obleganjem Crema papežev legat Milana, Brescia in Piacenza (gradnja mestne palače je bila dodeljena veleposlaniku Brescie, arhitektu Jacopo da Iseo). Leta 1160, je Alexander III. izobčil cesarja Friderika Barbarosso v stolnici; leta 1176, po bitki pri Legnano, je isti papež prejel cesarski legat, s katerim je izdelal Pactum Anagninum ("Anagnski sporazum"), dokument za mir, ki je bil dosežen v Benetkah leta 1177.
13. stoletje predstavlja resnično zlato obdobje mesta. V stotih letih je Anagni prispeval štiri papeže, tri od njih iz družine Conti. Prvi je bil Lotarius Conti, kot Inocenc III. (1198-1216) in je bil ena od izjemnih osebnosti svojega stoletja, skupaj z Friderikom II., ki ga je podpiral pri kronanju za cesarja Nemčije in Frančiškom Asiškim katerega prvi člen je sprejet. Innocent III. je bil zaslužen za pripravo in najbolj popoln izraz teokratske doktrine, načela, v skladu s katerim je absolutno pravilo, da je nad vsako zemeljsko močjo papež. Umrl je leta 1216, pri čemer je bila Cerkev na zgodovinskem vrhuncu svoje moči. 
Prizadevanja Innocenta III. so veljala do Gregorja IX., ki je pripadal močni družini Conti di Anagni. 29. septembra 1227 je bil v katedrali Anagni izobčen cesar Friderik II., ki je opustil križarski pohod in se je razglasil za cesarja. 
V septembru 1230, po spravi, je Gregor IX. sprejel Friderika II. v Anagniju, ki ga je v tem času postal osvajalec brez prelivanja krvi, ampak s svojo veliko diplomatsko sposobnostjo, tako v Jeruzalemu in Nazaretu. 
V času njegovega pontifikata, se je moral Aleksander IV. (1254-1261), tretji papež iz Anagnija, soočiti z vročim sporom na Univerzi v Parizu proti beraškim naročilom (angl. Mendicant Orders). Vodja tega spora, William Saint-Amour, je objavil anti-beraški pamflet De periculis novissimorum Temporum (o nevarnostih zadnjih dneh) med padcem 1255 in pomladjo 1256. Aleksander je uradno obsodil delo 5. oktobra 1256. Leta 1255 je bila Sveta Klara Asiška uradno kanonizirana v Anagniju. 
V letu 1265 je bil za capitulum v Anagniju rimske province dominikanskega reda dodeljen Tomaž Akvinski kot regent mojster , s čimer se spreminja obstoječo studium conventuale v rimskem samostanu Santa Sabina v prvi red studium provinciale kot novost študija filozofija (studia philosophiae). Ta studium je predhodnik kolegija svetega Tomaža v Santa Maria sopra Minerva iz 16. stoletja in Papeške University of Saint Thomas Aquinas, Angelicum. 

### Ogorčenje Anagnija
Ime Anagni je še posebej povezano z dogodki Bonifacija VIII., četrti papeža iz mesta, člana močne družine Caetani. Njegovi izvolitvi, ki se je zgodila po zgodovinski in temni odpovedi papeža Celestine V., so nasprotovali francoski kardinali in družina Colonna. 
Leta 1300 je Bonifacij VIII. na višku svojega pontifikata, proslavil prvi jubilej in ustanovil prvo rimsko univerzo. Potem je, v nasilnih konfliktih s francoskim kraljem Filipom lepim, ki je sam uvedel pravico do obdavčitve francoske duhovščine, Bonifacij VIII. izdal leta 1302 slavno bulo Unam sanctam, ki je uvedla papežu absolutno prevlado nad zemeljsko močjo, proti kralju. Spor je postal tako oster, da je Filip Lepi organiziral ekspedicijo, da bi aretiral papeža, z namenom odstranitve Bonifacija iz njegovega položaja s pomočjo Generalnega sveta. 
7. septembra 1303 sta kraljeva svetovalca Guillaume de Nogaret in Sciarra Colonna vodila skupino dva tisoč plačancev. V napadu na papeževo palačo so se pridružili tudi domačini in njegov nečak iz papeške rezidence v Anagniju. Papeževi spremljevalci in njegov ljubljeni nečak Francesco so pobegnili, le Španec Pedro Rodríguez, kardinal Santa Sabine, je ostala na njegovi strani do konca.
Palača je bila oropana in Bonifacij skoraj ubit (Nogaret je preprečil Sciarra Colonnu umor papeža). Bonifacij je bil izpostavljen nadlegovanju in tri dni v zaporu, v katerega mu nihče ni prinašal hrane ali pijače. Meščani so sčasoma izgnali roparje in Bonifacija pomilostili. 13. september 1303 se je vrnil v Rim. 
Po pripovedovanju naj bi papež udaril Sciarra Colonna s svojo rokavico: epizoda je zato omenjena v italijanski zgodovini kot Schiaffo di Anagni ("Anagnijeva klofuta"). Nezaslišan zapor papeža je navdihnil Dante Alighierija, da ga je omenil v znanem odlomku svoje  Božanske komedije (vice, XX, vv. 85-93), nov Pilat je imel zaprtega Kristusovega namestnika. Prebivalci Anagni so branili svoj ugled pred vsiljivci in izpustili Bonifacija. 
Kljub stoicizmu, je Bonifacija incident očitno pretresel. Ostareli škof je dobil hudo vročino in umrl v Rimu 11. oktobra 1303. V Distant Mirror: Katastrofalno štirinajsto stoletje, Barbara Tuchman navaja, da so njegovi bližnji svetovalci kasneje trdili, da je umrl zaradi "globokega razočaranja". 
Po smrti Bonifacija VIII. se, tako sijaj Anagnija in sanje o moči družine Caetani, končajo in nauk o papeževi teokraciji za vedno izgubi svojo doslednost. 
Prenos papeškega dvora v Avignon označuje za Anagni začetek daljšega obdobja, ki je trajalo skozi celotno 15. stoletje. Mesto je bilo leta 1348 oplenjeno s strani vojske vojvode Wernerja von Urslingena, postalo je ruševina, prebivalci so ga zapustili.

### Moderna doba
Leta 1556 je Anagni postal bojišče v sporu med papežem Pavlom IV. in kraljem Filipom II. Španski,, ko ga je oblegala španska vojska pod vodstvom vojvode Alba. Papeška vojska je zapustila svoje položaje in Španci so mesto 15. septembra oplenili. 
Škoda, ki jo je utrpelo mesto, zlasti na obzidju, je še pospešilo ojačenje izvedenih del leta 1564 pod papež Pijem IV. Okoli leta 1579 se je začelo kratko obdobje obnove, zahvaljujoč kardinalu Benedetto Lomelliniju, škofu in guvernerju mesta. 
Predvidena dela so bila narejena na osnovi starih arhitektonskih struktur in v srednjeveškem in dekorativnem slogu. Velike arhitektonske in urbanistične rekonstrukcije so se začele okoli leta 1633. Dela na cerkvenih stavbah, ki določajo današnji videz cerkve v Anagniju, so zelo zanimive. Kljub novim arhitektonskim predpisom, so levo obstoječi gotsko rimski elementi ostali nedotaknjeni in se vklapljajo v preobrazbo stavbe. Tudi stare plemiške dvorce so proti koncu 19. stoletja polepšali in rekonstruirali z veličastnimi portali. Kulturna raven mesta se je spet zvišala, zahvaljujoč rastoči blaginji. V tem obdobju so nastale razne institucije in društva, ustanovljene so bile različne šole, ki so Anagni naredile za pomembno študijsko središče zaradi njegove dolge kulturne tradicije. 
Leta 1890 so v prisotnosti kraljice, odprli Prenočišče kraljice Margarete, namenjeno izobraževanju sirot-deklet gimnazijskih učiteljev. 
Leta 1897 je bil odprt tudi jezuitski Collegio Leoniano, poimenovan po papežu Leonu XIII. Nazadnje, leta 1930, je bilo zgrajeno Prenočišče princa Piemonta, za sinove lokalnih telesnih stražarjev. 
Po drugi svetovni vojni je ozemlje Anagnija postalo pomembno industrijsko naselje z bogatim lokalnim gospodarstvom, na račun škode na lokalnem okolju in kulturi in tradiciji. 
Anagni je bil poletna rezidenca papežev do pred kratkim. Podobno kar je danes Castel Gandolfo v hribovju Alban za današnje papeže.

## Znamenitosti

### Katedrala
Katedrala v Anagniju je posvečena sv. Mariji. V romanskem slogu je bila zgrajena v letih 1071-1105, z gotskimi slogovnimi dodatki iz srede 13. stoletja. Najbolj izstopajoč del katedrale je njena kripta, ki vsebuje grob sv. Magnusa iz Anagnija, zavetnika Anagnija in Sv. Secundina iz Anagnija. Freske, ki pokrivajo vse stene in strop, so ene od najboljših del romansko/bizantinske umetnosti v Italiji in tvorijo eno samo ikonografsko shemo, ki vključuje naravno filozofijo, svetnike apokalipse in stare zaveze.  Tlaki v kosmatskem slogu so v odličnem stanju. 
Na enaki ravni kot v kripti je oratorij Sv. Tomaža Becketa - tudi vse freske, čeprav dela niso v enako dobrem stanju, kot so tiste v kripti. Muzej ima tudi skrinjo z Becketovimi relikvijami (ena od okoli štirih ducatov, ki so še vedno naokoli, vendar vseeno lepa) in še nekaj, za kar trdijo, da bi bila Becketova mitra. Zahodna stena ima sodoben kip papeža Bonifacija VIII., ki gleda čez Piazza Innocenzo III.

### Drugo
- Papeška palača (ali Bonifacija VIII. palača), prizorišče slavne "klofute".
- Občinska palača, ki jo je zgradil arhitekt Jacopo da Iseo iz Bresce, zgrajena leta 1163. Je sestavljena iz dveh obstoječih zgradb, povezanih s portikom, ki podpira veliko Sala della Ragione. Na fasadi je grb družin Orsini in Caetani.
- Casa Gigli, srednjeveška stavba obnovljena v 19. stoletju, avtor švedski slikar Albert Barnekow.

Južno od mesta je cesarska vila Villa Magna, ki jo je zgradil Antonin Pij, še vedno imenovana Villamagna, kjer je konzorcij sestavljen iz University of Pennsylvania, British School at Rom in Soprintendenza ai Beni Archeologici del Lazio začel svojo prvo akcijo izkopavanj  v letu 2006. Ta izkopavanja, ki so jih nadaljevali v letu 2007 in 2008, so se začela, da bi razkrili veliko in zelo dekorirano stavbo, namenjeno proizvodnji vina, kot tudi ostanke samostana S. Pietro v Villamagna

## Grb
Grb vsebuje orla nad levom in črke S.P.Q.A.. Grb simbolizira prisilno združitev Anagnija in rimske republike leta 306 pred našim štetjem. Lev simbolizira domorodno ljudstvo Hernicov, orel na vrhu leva simbolizira Rimljane, ki so podjarmili Hernice. Črke S.P.Q.A. pomenijo Senatus Populusque Anagninus ("senat in ljudstvo Anagni"). To je model po starodavnem akronimu S.P.Q.R. za Rim (Senatus Populusque Romanus - "Senat in ljudstvo Rima"). Dva ključa nad orlom pomenita papeško mestno zgodovino. Cesarska krona nad grebenom in cesarski plašč pomenita, da je bil Anagni znano in pomembno prebivališče rimskih cesarjev. Labela je v latinščini, HERNICA SAXA COLVNT QVOS potope ANAGNIA PASCIT.

## Sosednje občine
- Acuto
- Ferentino
- Fumone
- Gavignano
- Montelanico
- Paliano
- Piglio
- Sgurgola
- Tufano
- Gorga

## Pobratena mesta
- L'Isle-sur-la-Sorgue, France
- Gniezno, Poland[4]